# Wasilij Pietrow (1918–2003)
Wasilij Iwanowicz Pietrow (ros. Василий Иванович Петров, ur. 31 grudnia 1918 we wsi Bielajewo w obwodzie smoleńskim, zm. 31 grudnia 2003 w Mińsku) – radziecki generał porucznik.

## Życiorys
W 1939 ukończył Wojskową Szkołę Łączności w Kijowie, później służył w NKWD. 1939-1942 pełnomocnik operacyjny Wydziału Specjalnego Głównego Zarządu Bezpieczeństwa Państwowego Kijowskiego Okręgu Wojskowego, potem 1942-1943 starszy pełnomocnik i zastępca szefa Oddziału Wydziału Specjalnego NKWD Frontu Stalingradzkiego. 1943-1946 zastępca szefa Wydziału UKR Smiersz na Froncie Południowym i 4 Ukraińskim. 1946-1951 zastępca szefa Wydziału UKR MGB ZSRR Karpackiego Okręgu Wojskowego. 1951 zaocznie ukończył studia na Wydziale Prawa Uniwersytetu im. Iwana Franki we Lwowie. 1951-1953 szef OKR MGB 8 Armii Zmechanizowanej, 1953-1954 szef Wydziału Specjalnego MSW ZSRR 8 Armii Zmechanizowanej, 1954-1956 zastępca szefa 3 Głównego Zarządu KGB, 1956-1959 szef Wydziału Specjalnego KGB Białoruskiego Okręgu Wojskowego. Od 13 października 1959 do 10 sierpnia 1970 przewodniczący KGB przy Radzie Ministrów Białoruskiej SRR. Od 1964 generał porucznik. 1970-1980 szef Wydziału Specjalnego KGB SGB. Od 1980 w rezerwie, od 1983 na emeryturze.

## Odznaczenia
- Order Lenina
- Order Wojny Ojczyźnianej I klasy
- Order Wojny Ojczyźnianej II klasy
- Order Czerwonej Gwiazdy (dwukrotnie)
- Order „Za służbę Ojczyźnie w Siłach Zbrojnych ZSRR” III klasy
- Krzyż Wojenny Czechosłowacki 1939 (Czechosłowacja)
- Krzyż Komandorski Orderu Odrodzenia Polski (Polska)